# Jana Verweyen
Jana Verweyen (* 1987 in Rees, Nordrhein-Westfalen) ist eine deutsche Laiendarstellerin.

## Leben
Verweyen wuchs in Rees am Niederrhein auf. Nach ihrem Abitur im Jahr 2007 arbeitete Verweyen vier Monate als Animateurin auf Mallorca. Seit ihrer Jugend spielte Verweyen Fußball, 2001 war sie für BW Bienen aktiv und wurde in die Niederrheinauswahl berufen. In den Saisons 2006/2007 und 2007/2008 spielte sie als Stürmerin für den SV Rees in der Frauenfußball-Landesliga und Frauenfußball-Verbandsliga. Verweyen wurde hauptsächlich durch ihre Rolle in der Reality-Seifenoper Berlin – Tag & Nacht bekannt, in der sie von 2011 bis 2012 die Hauptrolle der Linda spielte. Verweyen wechselte 2013 zum Spin-off Köln 50667, in der sie ebenfalls die Linda Borowski verkörperte. 2015 stand sie als Tina für die Web-Produktion „Soapstar“ vor der Kamera. Seit 2016 ist sie in der Fernsehserie Sterne von Berlin – Die jungen Polizisten zu sehen.
Seit Juli 2020 ist Jana Verweyen u. a. als freie Projektmanagerin bei einer Eventagentur tätig.

## Filmografie
- 2011–2012: Berlin – Tag & Nacht
- 2013–2015: Köln 50667
- 2016: Sterne von Berlin – Die jungen Polizisten (Fernsehserie)